# 塞尔希奥·洛佩斯·米罗
塞尔希奥·洛佩斯·米罗（西班牙語：Sergio López Miró，1968年8月15日—），西班牙男子游泳运动员。他曾代表西班牙参加1988年和1992年夏季奥林匹克运动会游泳比赛，其中1988年奥运会获得一枚铜牌。